# 134-я механизированная бригада
134-я механизированная Приднестровская бригада (134-я мбр) — воинское соединение автобронетанковых войск в РККА Вооружённых Сил СССР.

## История
45-я стрелковая дивизия дислоцировался в г. Киеве с 12 августа 1922 г. Дивизия была сформирована в Красной Армии и прославилась во время Гражданской войны в России 1918—1921 годов.
4 февраля 1932 командир 45-й Волынской Краснознамённой сд издал приказ о формировании из частей дивизии 45-го механизированного корпуса.
Корпус формировался в Украинском военном округе в г. Киеве Украинской ССР.
133-я механизированная бригада формировалась на базе 133-го стрелкового полка дивизии. К 15 февраля 1932 управление бригады, 1,2,3-й и учебный танковые батальоны, специальные подразделения были сформированы. Командиром бригады назначен Богданов Семён Ильич.
В сентябре 1935 корпус принимал участие в окружных учениях — Киевских манёврах.
30 марта 1938 корпус и в его составе 133-я мбр передислоцирован в г. Бердичев Житомирской области Украинской ССР.
5 апреля 1938 Генштаб РККА издал директиву № М1/00666 о переименовании 45-го механизированного корпуса в 25-й танковый корпус. 134-я мбр переименована в 5-ю легкотанковую бригаду).
Управление бригады находилось:
- в г. Киев (4.02.1932 — 30.03.1938);
- в г. Бердичев (с 30.03.1938).

1932 год:
21 января
21 января 1932 Штаб РККА телеграфным распоряжением сообщил командиру 45-й сд о формировании из частей дивизии 45-го механизированного корпуса.
4 февраля
4 февраля командир 45-й Волынской Краснознамённой сд издал приказ о формировании из частей дивизии 45-го механизированного корпуса в г. Киеве.
134-я механизированная бригада формировалась на базе 134-го стрелкового полка.
К 15 февраля 1932 управление соединения и подразделения были сформированы. Командир бригады С. И. Богданов.
27 февраля 1932 образована Киевская область.
1933 год:
Командир бригады С. И. Богданов.
Социалистическое соревнование за глубокое изучение и сбережение боевой техники и оружия прочно вошло в процесс боевой и политической подготовки личного состава округа. Оно проводилось под лозунгами: «Все коммунисты и комсомольцы — отличные стрелки!», «Ни одного отстающего в огневой подготовке!», «Комсомолец — лицом к технике!».
Повышался уровень знаний командиров. С 1932 командирская подготовка проводится в объёме 42 часов.
1934 год:
134-я мбр. Командир бригады С. И. Богданов. Управление бригады в г. Киеве.
Поздней осенью 1934 в 27-ю сд БВО г. Борисов пришёл приказ о назначении … М. Е. Катукова начальником оперативного отдела 134-й танковой бригады УкрВО и о направлении его, передав временно должность заместителю на Ака¬демические курсы тактико-технического усовершенствова¬ния (АКТУС) при Военной академии механизации и мо¬торизации в г. Москве.
1935 год:
134-я мбр. Командир бригады С. И. Богданов. Управление бригады в г. Киеве.
Начальник оперативного отдела М. Е. Катуков год обучался на Академических курсах. Слушатели изучали материальную часть танков, находившихся на вооружении армии, тактику бронетанковых и механизированных войск, радиоподготовку. Порой дни и ночи проводили на полигоне и танкодроме. В конце лета 1935 М. Е. Катуков вернулся в бригаду
Командиры штаба бригады и батальонов сложился боевитый, крепко спаянный. Командиры много занимались повышением своих знаний. Часто выходили на командно-штабные учения. Проводили их западнее Киева
Бригаду часто посещал командующий войсками округа И. Э. Якир, так как 45-й мехкорпус был создан на базе 45-й стрелковой дивизии, которой Иона Эммануилович командовал в годы Гражданской войны в России 1918—1921 годов. В корпусе было много ветеранов гражданской — соратников Якира, участвовавших вместе с ним в боях против белогвардейцев.
12—17 сентября 1935 в округе явились тактические учения. Они во¬шли в историю Советских Вооружённых Сил под названием больших Киевских манёвров. В них участвовали все рода войск: пехота, конница, воздушно-десантные, артиллерийские, бронетанковые, авиационные части и соединения. На этих манёврах отрабатывались прорыв укреплённой оборонительной полосы стрелковым корпусом, усиленным танковыми батальонами и артиллерией РГК, развитие прорыва кавалерийским корпусом, применение крупного авиадесанта, манёвр механизированного корпуса совместно с кавалерийской дивизией с целью окружения и уничтожения в своём тылу прорвавшейся группы противника. Впервые в Европе проверялась теория глубокого боя и глубокой операции. 45-й мехкорпус участвовал на стороне синих, которые прорывали укреплённую полосу обороны противника.
Стахановское движение развернувшееся по всей стране охватило и личный состав Красной Армии. Комсомольцы-стахановцы, лучшие механики-водители 134-й мбр А. Ф. Безматный, Н. М. Богданов, Е. П. Новиков, И. А. Симоненко, Г. В. Шевченко, В. Я. Щербак обратились ко всем рабочим танковых заводов по-ударному работать на военных заводах, к воинам округа — отлично овладевать техникой, добиваться высоких показателей в боевой и политической подготовке.
В октябре командир бригады С. И. Богданов назначен командиром учебно-механизированного полка при Военной академии механизации и моторизации РККА имени И. В. Сталина.
1936 год:
Командир бригады полковник П. Н. Мельников.
В 1936 году по призыву Политуправления округа в стахановское движение включаются соединения и части округа. Звание стахановца присваивалось подразделениям, частям и соединениям, которые отлично изучили боевую технику, берегли военное имущество, экономили горючие и смазочные материалы. Среди первых стахановских соединений достигших больших результатов была и 134-я мбр.
За большие успехи, достигнутые в освоении боевой техники, Совет Народных Комиссаров СССР наградил орденом Ленина младшего техника 134-й мбр П. Я. Мартыненко.
1937 год:
Командир бригады полковник П. Н. Мельников.
10 мая должности заместителей командиров по политической части упразднены, а введены должности военных комиссаров.
1938 год:
Командир бригады полковник П. Н. Мельников.
15 марта 1938 Штаб КВО издал директиву о передислокации корпуса в г. Бердичев.
16 марта начал передислокацию.
16-30 марта корпус передислоцирован в г. Бердичев Житомирской области Украинской ССР.
5 апреля 1938 г. Генштаб РККА издал директиву № М1/00666 о переименовании 45-го механизированного корпуса в 25-й танковый корпус. 134-я мбр переименована в 5-ю легкотанковую бригаду) и переведена на новый штат.

## Полное название
134-я механизированная Приднестровская бригада (4.02.1932 — 5.04.1938)

## Подчинение
- 45-й механизированный корпус Украинского военного округа (4.02.1932 — 17.05.1935)
- 45-й механизированный корпус Киевского военного округа (17.05.1935 — 5.04.1938)

## Командование
Командиры бригады:
- Богданов, Семён Ильич, (05.1932 — 10.1935), с 1935 комбриг.
- Мельников, Пётр Николаевич, полковник, (арестован 23.06.1938)
- Катуков, Михаил Ефимович, полковник (1938-5.04.1938).

## Состав
В 1932—1938:
- управление бригады
- 1-й танковый батальон
- 2-й танковый батальон
- 3-й танковый батальон
- учебный танковый батальон
- специальные части и подразделения